# AYP FM
AYP FM est une radio de la communauté arménienne de Paris et de la région Île-de-France. Ses émissions sont diffusées sur la bande FM de 6 h à 14 h, et sont enregistrées à la Maison de la culture arménienne (MCA) à Alfortville. 
La radio traite de l’actualité en français et en arménien, promeut la culture arménienne et est un espace de débats où des personnalités peuvent s’exprimer sur la thématique de l'arménité.

## Historique
AYP FM est fondée en 1993 dans un cadre associatif à Alfortville. 
Dans les années 2010, on estime que la radio a une audience de 30 000 auditeurs. 
En 2021 ses locaux sont entièrement rénovés. 

## Programmes
AYP FM diffuse un journal radiophonique, des émissions religieuses (par exemple la messe tous les dimanches matin), littéraires, historiques, culturels, musicales, de débats, etc.. 
En 2017 est créée une émission produite par les jeunes de la communauté et qui leur est destinée : « La parenthèse sur AYP FM », diffusée tous les samedis entre midi et 13h. L'émission fait partie des programmes phares de la station et réunit entre 5 000 et 10 000 auditeurs hebdomadaires. 

## Engagements
AYP FM soutient la reconnaissance du génocide arménien et lutte contre son négationnisme. 
La radio fait aussi des actions en faveur de l'Arménie et de l'Artsakh. 

## Équipe
En 2018, en plus d'Henri Papazian, son directeur, l'équipe d'AYP FM est composée de trois personnes à laquelle viennent prêter main-forte une trentaine de bénévoles. 